# 니콜라이 먀스콥스키

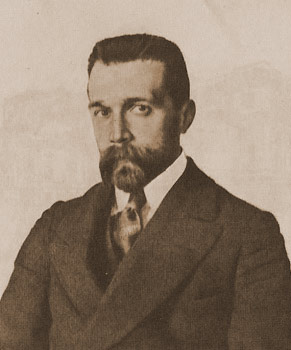
니콜라이 먀스콥스키(1912)

니콜라이 야코블레비치 먀스콥스키(러시아어: Николай Яковлевич Мясковский, 1881년 4월 20일~1950년 8월 8일)는 러시아 제국과 소비에트 연방의 작곡가이다. 그는 27편이나 되는 교향곡을 썼다. 요제프 하이든이나 볼프강 아마데우스 모차르트가 살던 시대와 달리 교향곡을 27편이나 작곡한 점만으로도 그는 20세기의 교향곡 작가로서 주목할 만한 사람이다. 따라서 그의 교향곡의 발전과정은, 러시아 음악으로부터 구소련 음악으로 가는 이정표를 보여주는 뜻으로도 매우 중요하다.
그는 1881년 4월 20일에 태어나, 1950년 8월 8일 모스크바에서 사망하였다. 니제고로드 및 상트페테르부르크 육군유년학교에서 배우고(1893-1899), 상트페테르부르크 육군기술학교를 1902년에 마쳤다. 그러나 음악에 흥미를 계속 가지고 1906년 상트페테르부르크 음악원에 입학하기 전에는 라인홀트 글리에르와 니콜라이 림스키코르사코프의 제자인 이반 크루이쟈노프스키에게 작곡하는 것을 배우고, 1911년에 음악원을 졸업하였다(리야도프의 작곡과와 림스키코르사코프의 관현악법과). 제1차 세계대전중에는 군대에 있었다. 1918년부터 모스크바에서 살았으며, 1921년 이후 모스크바 음악원에서 작곡을 가르쳐, 그 문하에서 드미트리 카발렙스키, 아람 하차투리안, 비살리온 셰발린 등 많은 작곡가를 배출하였다.

## 작품 목록

### 교향곡
- 1번 다단조 작품번호 3(1908, 1921년에 개정)
- 2번 올림 다단조 작품번호 11(1911)
- 3번 가단조 작품번호 15(1914)
- 4번 마단조 작품번호 17(1918)
- 5번 라장조 작품번호 18(1919)
- 6번 내림 마단조 작품번호 23(1923)
- 7번 바단조 작품번호 24(1922)
- 8번 가장조 작품번호 26(1925)
- 9번 마단조 작품번호 28(1927)
- 10번 바단조 작품번호 30(1927)
- 11번 내림 나단조 작품번호 34(1932)
- 12번 사단조 작품번호 35 '집단 농장'(1932)
- 13번 내림 나단조 작품번호 36(1933)
- 14번 다장조 작품번호 37(″)
- 15번 라단조 작품번호 38(1934)
- 16번 바장조 작품번호 39 ('항공') (1934)
- 17번 올림 사단조 작품번호 41(1937)
- 18번 다장조 작품번호 42(″)
- 19번 내림 마장조 작품번호 46(1939, 관악합주용)
- 20번 마장조 작품번호 50(1940)
- 21번 올림 바단조 작품번호 51(″)
- 22번 바단조 작품번호 54 '교향 발라드'(1941)
- 23번 가단조 작품번호 56(1941)
- 24번 바단조 작품번호 63(1943)
- 25번 내림 라장조 작품번호 69(1946, 49년에 개정)
- 26번 다장조 작품번호 79(1948)
- 27번 다단조 작품번호 85(1949)

### 협주곡
- 바이올린 협주곡 라단조 작품번호 44(1938)
- 첼로 협주곡 다단조 작품번호 66(1944)

### 관현악곡
- 교향시 침묵 작품번호 9(1910)
- 교향시 알라스토르 작품번호 14(1913)
- 인사 서곡 다장조 작품번호 48(1939)
- 슬라브 광시곡 라단조 작품번호 71(1946)
- 비장한 서곡 다단조 작품번호 76(1947)
- 희유곡 작품번호 80(1948)

### 실내악

#### 현악 사중주
- 1번 가단조 작품번호 33의 1(1929~30)
- 2번 다단조 작품번호 33의 2(1930)
- 3번 라단조 작품번호 33의 3(″)
- 4번 바단조 작품번호 33의 4(″)
- 5번 마단조 작품번호 47(1938~39)
- 6번 사단조 작품번호 49(1939~40)
- 7번 바장조 작품번호 55(1941)
- 8번 올림 바단조 작품번호 59(1942)
- 9번 라단조 작품번호 62(1943)
- 10번 바장조 작품번호 67의 1(1945)
- 11번 내림 마장조 작품번호 67의 2(″)
- 12번 사장조 작품번호 77(1947)
- 13번 가단조 작품번호 86(1950)

#### 소나타들
- 첼로 소나타 1번 라장조 작품번호 12(1911, 35년에 개작)
- 바이올린 소나타 바장조 작품번호 70(1946)
- 첼로 소나타 2번 가단조 작품번호 81(1948)

### 피아노곡

#### 피아노 소나타
- 1번 라단조 작품번호 6(1907)
- 2번 올림 바단조 작품번호 13(1912)
- 3번 다단조 작품번호 19(1920, 2악장 개정판 1939)
- 4번 다단조 작품번호 27(1924, 45년에 개정)
- 5번 나장조 작품번호 64의 1(1944)
- 6번 내림 가장조 작품번호 64의 2(″)
- 7번 다장조 작품번호 82(1948)
- 8번 라단조 작품번호 83(1949)
- 9번 바장조 작품번호 84(″)

#### 그 밖의 작품들
- 엉뚱한 생각 작품 번호 25(1917~19, 23년에 개정)
- 노란 잎 작품번호 31(1907~19, 28년에 개정)
- 소나티나 마단조 작품번호 57(1941)
- 9개의 소품 작품번호 73(1946)
- 과거로부터 작품번호 74(1947)
- 다성 소묘 작품번호 78(1947)

### 가곡
- 반영(反影) 작품번호 1(1907)
- 경계에서 작품번호 4(1904~8)
- 마드리갈 작품번호 7(1908~9, 25년에 개작)
- 하루의 끝 작품번호 21(1922)
- 시든 화환 작품번호 22 (1925)
- 서정 책 작품번호 72 (1946)

### 합창
- 칸타타 키로프는 우리와 함께 있다 작품번호 61(1942~43)
- 야상곡 크렘린의 밤 작품번호 75(1947)

## 관련 논문
- 한길봉, 〈니콜라이 먀스콥스키 교향곡 제6번 E♭단조 Op.23 분석 연구〉, 서경대학교 음악학 석사학위 논문, 2017년